# Aizkorri-Aratz
Aizkorri-Aratz este o arie protejată (arie specială de conservare — SAC, sit de importanță comunitară — SCI) din Spania întinsă pe o suprafață de 15.937,41 ha, integral pe uscat.

## Localizare
Centrul sitului Aizkorri-Aratz este situat la coordonatele 42°57′27″N 2°22′47″W / 42.9575°N 2.3797°V.

## Înființare
Situl Aizkorri-Aratz a fost declarat sit de importanță comunitară în decembrie 1997 pentru a proteja 2 specii de plante și 55 de specii de animale. Situl a fost protejat și ca arie specială de conservare în mai 2016.

## Biodiversitate
Situată în ecoregiunea atlantică, aria protejată conține 29 de habitate naturale: Pajiști uscate europene, Păduri de fag acidofile atlantice, cu subarboret de Ilex și, uneori, de asemenea, Taxus, la nivelul arbuștilor (Quercion robori-petraeae sau Ilici-Fagenion), Ape oligotrofe din câmpii nisipoase, cu un conținut foarte redus de minerale (Littorelletalia uniflorae), Păduri de stejar sau de stejar și carpen sub-atlantice și medio-europene de Carpinion betuli, Pajiști umede mediteraneene cu ierburi înalte de Molinio-Holoschoenion, Pante stâncoase calcaroase cu vegetație casmofită, Păduri de Quercus ilex și Quercus rotundifolia, Păduri de fag din Europa Centrală dezvoltate pe sol calcaros cu Cephalanthero-Fagion, Lande oro-mediteraneene cu formațiuni endemice de grozamă, Peșteri inaccesibile publicului, Izvoare petrifiante cu formare de travertin (Cratoneurion), Liziere de ierburi înalte hidrofile de câmpie și de nivel montan până la alpin, Pajiști alpine și boreale, Păduri aluvionare cu Alnus glutinosa și Fraxinus excelsior (Alno-Padion, Alnion incanae, Salicion albae), Pajiști umede atlantice temperate cu Erica ciliaris și Erica tetralix, Păduri iberice de Quercus faginea și Quercus canariensis, Râuri de munte și vegetația lor lemnoasă cu Salix elaeagnos, Matorral arborescenți cu Juniperus spp., Fânețe de joasă altitudine (Alopecurus pratensis, Sanguisorba officinalis), Formațiuni ierboase bogate în specii de Nardus, dezvoltate pe substraturi silicioase în zone montane (și în zone submontane, în Europa continentală), Pajiști alpine și subalpine calcaroase, Păduri pe pante, grohotișuri și ravene de Tilio-Acerion, Mlaștini turboase de tranziție și turbării mișcătoare, Galerii de Salix alba și de Populus alba, Păduri mediteraneene de Taxus baccata, Pajiști uscate seminaturale și facies de acoperire cu tufișuri pe substraturi calcaroase (Festuco-Brometalia) (* situri importante pentru orhidee), Grohotișuri termofile și vest-mediteraneene, Păduri de stejar galițio-portugheze cu Quercus robur și Quercus pyrenaica, Pante stâncoase silicioase cu vegetație casmofită.
La baza desemnării sitului se află mai multe specii protejate:
- plante (2): Narcissus asturiensis, Narcissus pseudonarcissus subsp. nobilis
- păsări (38): uliu porumbar (Accipiter gentilis), fâsă de pădure (Anthus spinoletta), acvilă de munte (Aquila chrysaetos), rață-cu-cap-castaniu (Aythya ferina), buha (Bubo bubo), caprimulg (Caprimulgus europaeus), mierla de apă (Cinclus cinclus), șerpar (Circaetus gallicus), erete vânăt (Circus cyaneus), lăstun de casă (Delichon urbica), ciocănitoare neagră (Dryocopus martius), șoim de iarnă (Falco columbarius), șoim călător (Falco peregrinus), șoimul rândunelelor (Falco subbuteo), lișiță (Fulica atra), zăgan (Gypaetus barbatus), vulturul pleșuv sur (Gyps fulvus), acvilă pitică (Hieraaetus pennatus), capîntortură (Jynx torquilla), sfrâncioc roșiatic (Lanius collurio), ciocârlie de pădure (Lullula arborea), gaia neagră (Milvus migrans), gaia roșie (Milvus milvus), mierlă de piatră (Monticola saxatilis), codobatura galbenă (Motacilla flava), muscar sur (Muscicapa striata), vultur egiptean (Neophron percnopterus), pietrar sur (Oenanthe oenanthe), viespar (Pernis apivorus), corcodel mare (Podiceps cristatus), Prunella collaris, Pyrrhocorax pyrrhocorax, mărăcinar (Saxicola rubetra), sitar de pădure (Scolopax rusticola), silvie de tufiș (Sylvia undata), fluturașul de stâncă (Tichodroma muraria), sturzul viilor (Turdus iliacus), mierlă gulerată (Turdus torquatus)
- mamifere (10): liliac cârn (Barbastella barbastellus), Galemys pyrenaicus, liliac cu aripi lungi (Miniopterus schreibersii), nurcă (Mustela lutreola), liliac cu urechi mari (Myotis bechsteinii), liliac cu urechi de șoarece (Myotis blythii), liliac cărămiziu (Myotis emarginatus), liliac comun (Myotis myotis), liliacul mare cu potcoavă (Rhinolophus ferrumequinum), liliacul mic cu potcoavă (Rhinolophus hipposideros)
- nevertebrate (6): Austropotamobius pallipes, croitorul mare al stejarului (Cerambyx cerdo), Elona quimperiana, Euplagia quadripunctaria, rădașcă (Lucanus cervus), Rosalia alpina
- pești (1): Parachondrostoma miegii

Pe lângă speciile protejate, pe teritoriul sitului au mai fost identificate 26 de specii de plante, 17 specii de păsări, 4 specii de amfibieni, 16 specii de mamifere, 1 specie de nevertebrate, 4 specii de reptile.